# Mike Nazaruk
Mike Nazaruk (Newark, New Jersey, SAD, 2. listopada 1921. – Langhorne, Pennsylvania, 1. svibnja 1954.) je bivši američki vozač automobilističkih utrka.

## Vanjske poveznice
- Mike Nazaruk na racing-reference.info